# Conquista de Neápolis
A conquista de Neápolis foi um vitória da República Romana que resultou na captura da cidade de Neápolis (moderna Nápoles) em 327 a.C. e deu início à Segunda Guerra Samnita (326–304 a.C.). O motivo da queda da cidade foi uma traição dos habitantes samnitas da cidade. O medo provocado pelos samnitas nas cidades do norte da Campânia forçou-as a aceitar a sua incorporação à República Romana, que voltou a ajudar os pacíficos e mais "civilizados" habitantes das planícies campânias contra os agressivos samnitas das montanhas. O resultado foi um aumento cada vez maior das tensões entre romanos e samnitas. Depois de utilizar sua aliança com Sâmnio para subjugar os latinos na Guerra Latina (340–338 a.C.), os romanos ignoraram a aliança.

## Contexto
Um tratado com os romanos firmado em 354 a.C. fixou a fronteira sul de Sâmnio no rio Liris. Em 328 a.C., os romanos, claramente em busca de um conflito com os samnitas, fundaram uma colônia em Frégelas, na margem oposta do Liris. Antes, em 334 a.C., no início dos trabalhos na região, os samnitas já haviam declarado que a fundação de colônias na região seria uma intrusão inaceitável de Roma, mas estavam ocupados de mais para conseguir responder à altura. Os samnitas tiveram que esperar o final de seu próprio conflito com a colônia grega de Taranto e seu aliado, o rei Alexandre I de Epiro, para atacar.

## Batalha
Em 328 a.C., surgiu uma facção pró-samnita em Neápolis, uma cidade-estado grega e, no ano seguinte, foi estabelecida na cidade uma guarnição de 4 000 samnitas e 2 000 soldados de Nola, o que levou os romanos a declararem guerra.
O cônsul romano Quinto Publílio Filão marchou com as tropas romanos até uma posição entre Paleópolis, outra cidade grega vizinha, e Neápolis, interrompendo a comunicação entre as duas. Os romanos tentaram e não conseguiram capturar Neápolis, nem com um cerco e nem com um assalto direito e, por isso, utilizaram a traição. A opinião dos habitantes já havia mudado para a causa romana e eles se juntaram aos romanos na criação de um plano que permitisse que seus soldados pudessem entrassem livremente na cidade durante a noite.
Quando a noite caiu no dia combinado, os samnitas esperavam na costa pela chegada de navios aliados para controlar a situação. Enquanto eles esperavam, os romanos, liderados por Filião, conseguiram entrar por uma das portas enquanto o outro cônsul, Lúcio Cornélio Lêntulo evitava a possível chegada das forças samnitas. Uma vez dentro da cidade, os romanos venceram a guarnição de Paleópolis e forçaram o recuo dos nolanos. Logo depois caiu Neápolis.
A conquista de Neápolis alienou todas as demais cidades da Costa Tirrena e do interior da Campânia e deu início à Segunda Guerra Samnita, que duraria mais de vinte anos.